# Frans Krassenburg
Frans Krassenburg (Den Haag, 28 februari 1944) is een Nederlandse zanger en artiestenmanager. Hij werd bekend als de eerste zanger van de Golden Earrings.

## Biografie
De in 1961 opgerichte band The Golden Earrings was begonnen als instrumentale band, en in 1964 werd Krassenburg als leadzanger aangetrokken. Op hits als 'That Day', 'Daddy Buy Me A Girl' en 'In My House' bepaalde zijn stem de sound van de succesvolle singlesband. In 1967 wilden George Kooymans en Rinus Gerritsen een andere richting op en Krassenburg, die toen net uit militaire dienst kwam, paste daar niet meer bij. Barry Hay volgde hem op. 
Krassenburg nam vervolgens een aantal solosingles op, waarvan de eerste de toepasselijke titel 'Golden Earrings' had. In 1968 was Krassenburg enige tijd zanger van After Tea uit Delft. Daarna begon hij een artiestenbureau.
Op 20 december 2008 nam Krassenburg met een concert in Musicon in Den Haag afscheid van de muziekwereld en ging op het Waddeneiland Ameland van zijn pensioen genieten. Dat bleek maar relatief, want Krassenburg bleef ook na dat afscheid gewoon optreden. Zo maakte hij in 2014 deel uit van de show Derksen on the Road, waarin Johan Derksen pioniers van de Nederlandse popmuziek op het podium bracht, samen met The Clarks als begeleidingsgroep. Twee jaar later deed Krassenburg mee aan het vervolgprogramma Pioniers van de Nederpop. In beide gevallen zong hij de hits uit zijn periode met de Earrings.

## Singles
| Single met eventuele hitnotering(en) in de Nederlandse Top 40 | Datum van verschijnen | Datum van binnenkomst | Hoogste positie | Aantal weken | Opmerkingen                       |
| ------------------------------------------------------------- | --------------------- | --------------------- | --------------- | ------------ | --------------------------------- |
| Golden Earrings'                                              | 1968                  | 09-03-1968            | 20              | 6            |                                   |
| I've Changed My Mind Just In Time                             | 1968                  | 21-09-1968            | tip             | -            |                                   |
| Golden Medley                                                 | 1992                  | 08-08-1992            | tip             | -            | The Clarks meet Frans Krassenburg |

Discografie